# بارن اسپرینگز (ویرجینیا)
بارن اسپرینگز (به انگلیسی: Barren Springs) یک منطقهٔ مسکونی در ایالات متحده آمریکا است که در وایت کانتی واقع شده‌است. بارن اسپرینگز ۱٬۰۸۷ نفر جمعیت دارد و ۶۲۳٫۹۳ متر بالاتر از سطح دریا واقع شده‌است.